# Tarsoctenus corytus
Tarsoctenus corytus är en fjärilsart som beskrevs av Pieter Cramer 1777. Tarsoctenus corytus ingår i släktet Tarsoctenus och familjen tjockhuvuden. Inga underarter finns listade i Catalogue of Life.

## Bildgalleri

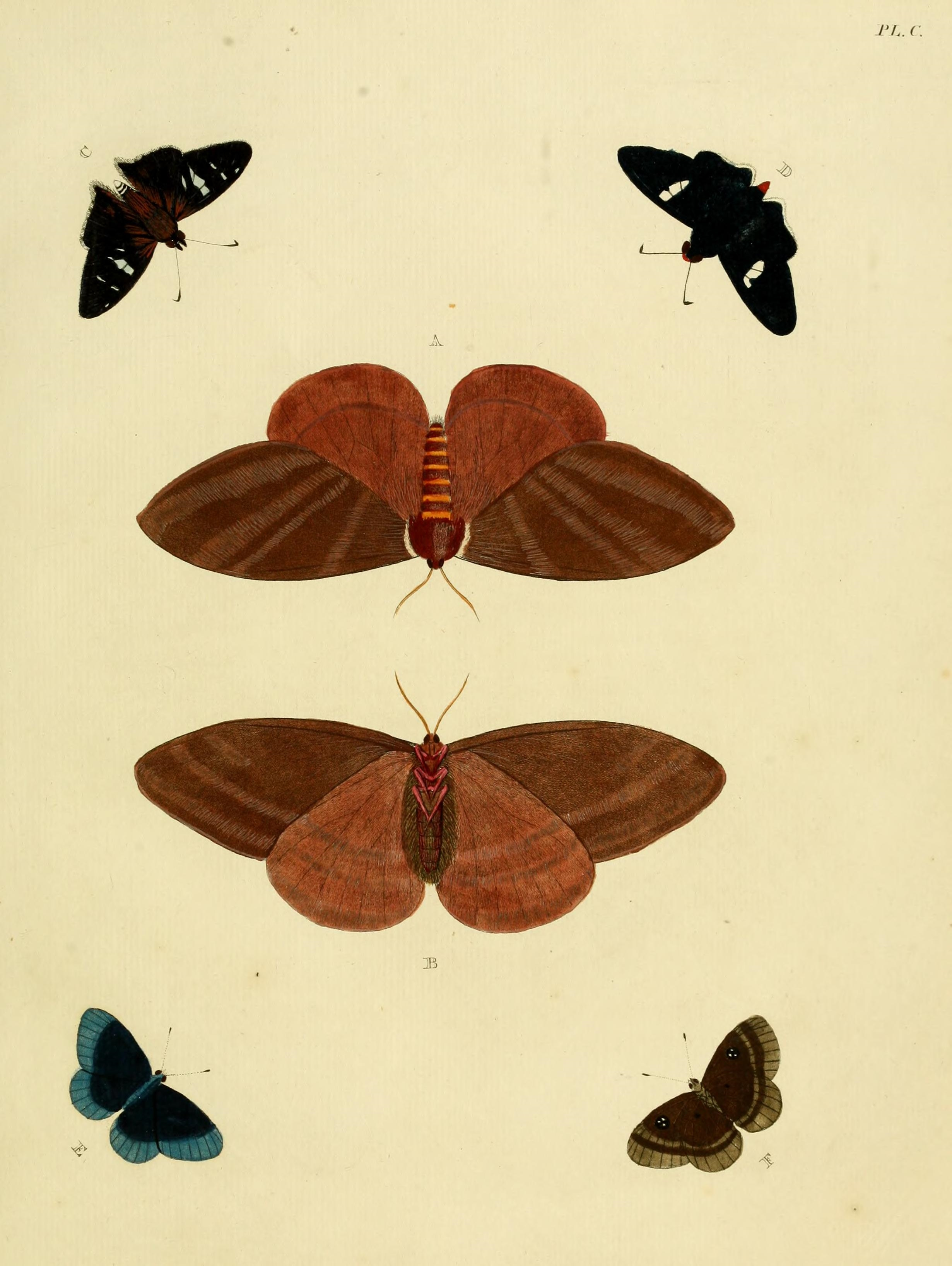
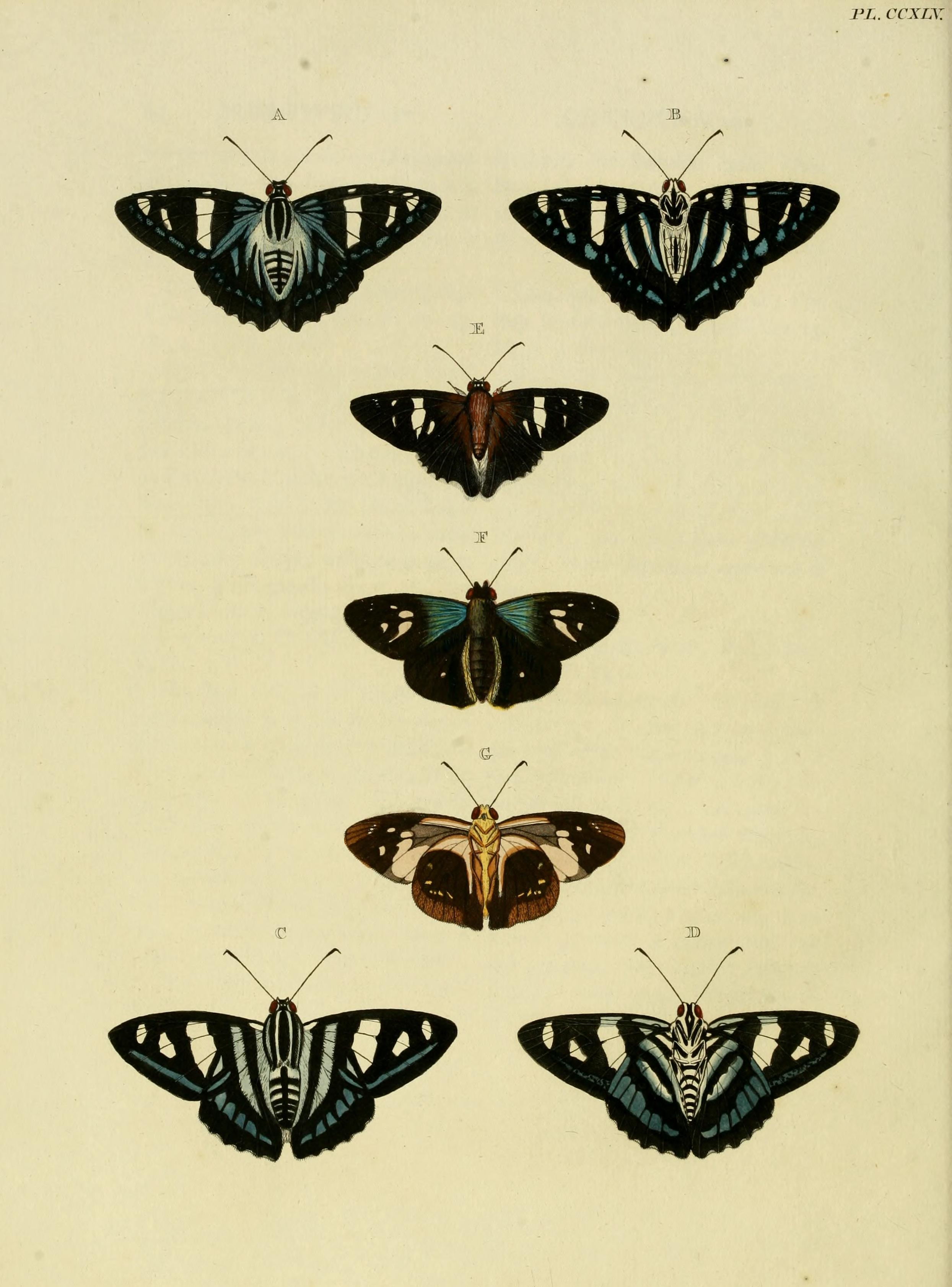